# NGC 7606

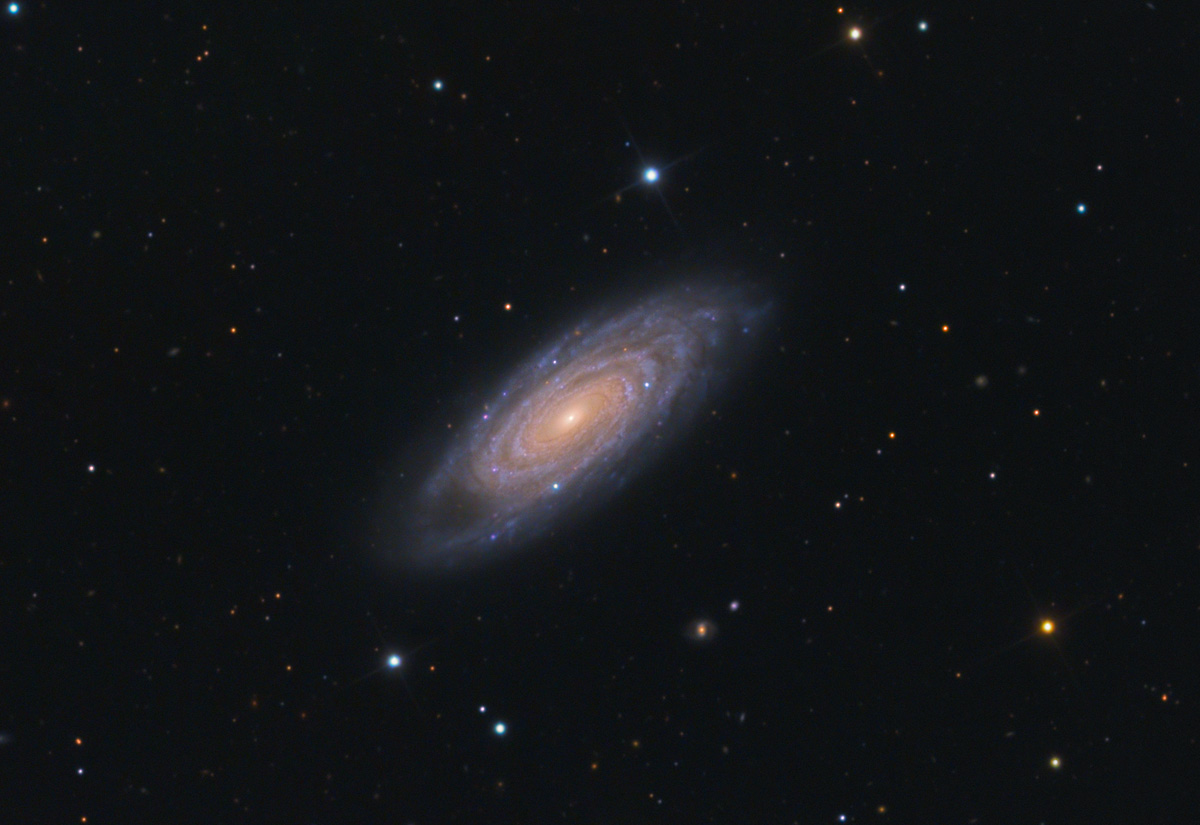
NGC 7606 par Adam Block (Observatoire du mont Lemmon/Université de l'Arizona).

NGC 7606 est une vaste galaxie spirale située dans la constellation du Verseau. NGC 7606 a été découverte par l'astronome germano-britannique William Herschel en 1785.

## Caractéristiques
Sa vitesse par rapport au fond diffus cosmologique est de 1 877 ± 25 km/s, ce qui correspond à une distance de Hubble de 27,7 ± 2,0 Mpc (∼90,3 millions d'al).
La classe de luminosité de NGC 7606 est II et elle présente une large raie HI. Elle renferme également des régions d'hydrogène ionisé (HII).
À ce jour, 22 mesures non basées sur le décalage vers le rouge (redshift) donnent une distance de 30,209 ± 5,751 Mpc (∼98,5 millions d'al), ce qui est à l'intérieur des valeurs de la distance de Hubble.

## Supernova
Deux supernovas ont été observées dans NGC 7606 : SN 1965M et SN 1987N.

### SN 1965M
Cette supernova a été découverte le 4 octobre 1965 par l'astronome suisse Paul Wild. D'une magnitude apparente de 16 au moment de sa découverte, son type n'a pu être identifié.

### SN 1987N
Cette supernova a été découverte le 14 décembre 1987 par l'astronome amateur australien Robert Evans. D'une magnitude apparente de 13,8 au moment de sa découverte, elle était de type Ia.

## Morphologie
Eskridge, Frogel et Pogge ont publié un article en 2002 décrivant la morphologie de 205 galaxies spirales ou lenticulaires rapprochées. Les observations ont été réalisées dans la bande H de l'infrarouge et dans la bande B (le bleu). Selon Eskridge et ses collègues, NGC 7606 est une spirale qui ne présente aucun signe de barre. Son noyau brillant s'étend dans un bulbe d'apparence elliptique en raison de son inclinaison. Elle présente généralement deux bras, mais elle comporte plusieurs fragments de bras. Les bras sont relativement lisses, avec seulement quelques nœuds brillants. Il est possible de les tracersur presque 360 degrés.